# 鐘樓 (費薩拉巴德)
鐘樓（乌尔都语：‎）位於巴基斯坦旁遮普省費薩拉巴德，建造於英屬印度時期，由當時的旁遮普省副州長查爾斯·里瓦茲爵士於1903年11月14日奠基。這座鐘樓位在一個圓環上，是費薩拉巴德舊城區的輻輳點，八條道路在該處交會，並同時由八個市集所環繞，從空中俯瞰如同英國國旗。現今鐘樓依然是費薩拉巴德城市活動的中心，每到選舉季節，每個政黨都試圖在此舉行集會。
- 鐘樓與費薩拉巴德繁忙的市區
- 鐘樓夜景

## 外部連結
- Clock Tower City dot com
- Faisalabad Government website
- Google Earth 3d Model of Clock Tower （页面存档备份，存于）